# Lituanoamericani
Un lituanoamericano è un cittadino statunitense di origini lituane. Secondo il censimento della popolazione dell'US Census del 2000, viene stimato che 659.992 persone residenti negli Stati Uniti abbiano ascendenze lituane e rappresentino uno dei gruppi etnici dell'Europa orientale più numerosi (0,2% della popolazione totale).

## Storia
I primi ingenti sbarchi di immigrati lituani iniziarono negli anni sessanta dell'Ottocento, in particolare tra il 1867-68, quando la Lituania (che all'epoca era componente dell'impero russo) fu colpita da una carestia che portò grandi masse di autoctoni a cercare fortuna nelle Americhe.
In concomitanza con la crisi, l'avvio di un faticoso processo di industrializzazione da parte dell'impero russo che soffriva di un declino demografico contribuì all'espansione dei terreni per l'agricoltura in territorio lituano. Gran parte degli autoctoni furono obbligati a lavorare come manovalanza per le nuove coltivazioni russe, che avevano sostituito i vecchi raccolti del posto, cosa che portò numerosi lituani a spostarsi negli Stati Uniti d'America, meta ambita di numerosi europei.
L'ondata di immigrati lituani si aggiunse a quella ancora più vasta di numerose altre etnie dell'Europa orientale (albanesi, ebrei, romeni, ungheresi) e continuò incessante fino al tramonto della prima guerra mondiale. Per far fronte al timore di una sovraimmigrazione, il Congresso varò alcune leggi anti-immigrazione, tra cui la Emergency Quota Act nel 1921, subito seguita dal Immigration Act of 1924, anche in vista della nascita e propagazione di sentimenti xenofobi verso i nuovi immigrati dell'Est Europa, malvisti sia dagli americani che dagli altri europei.
L'Immigration Act mirava in particolare a ridurre l'immigrazione proveniente dai paesi meridionali e orientali dell'Europa, i quali soprattutto dopo il 1890 avevano portato negli Stati Uniti diversi milioni di persone.
Le leggi ebbero l'effetto sperato, e l'immigrazione fu in parte attenuata. Con lo scoppio della seconda guerra mondiale si assisté a un radicale ritorno dell'immigrazione lituana, dopo che le repubbliche baltiche furono occupate dall'Unione Sovietica.
Gli abitanti dei paesi baltici furono accolti negli Stati Uniti dopo che il Congresso varò uno speciale permesso d'entrata che garantiva loro l'acquisto della cittadinanza americana. L'atto fu in vigore fino al 1967.
Dopo il collasso dell'Unione Sovietica e l'acquisizione dello stato d'indipendenza della Lituania, iniziò altro breve periodo d'emigrazione verso gli Stati Uniti gradualmente diminuito in seguito all'entrata della Lituania nell'Unione europea, per cui le Americhe sono state sostituite da paesi come Irlanda e Regno Unito.

## Distribuzione sul territorio
La città di Chicago ospita la seconda più grande comunità lituana al mondo. La zona metropolitana di Bridgeport conosciuta come "Lithuanian Downtown" era sede anche delle attività diplomatiche e politiche lituane negli Stati Uniti.
Altre comunità lituanoamericane rilevanti si trovano nella Pennsylvania nordorientale, in particolare nella regione del carbone, dove, nel borgo di Schuylkill County della Nuova Philadelphia, con una percentuale di lituanoamericani residenti pari al 25% della popolazione totale si ha la più alta concentrazione di lituanoamericani della nazione.
Gli stati federati degli USA con maggior presenza di lituanoamericani sono:
| Illinois      | 87.294 |
| Pennsylvania  | 78.330 |
| California    | 51.406 |
| Massachusetts | 51.054 |
| New York      | 49.083 |

## Lituanoamericani celebri
Grandi personalità del cinema americano passato e presente hanno ascendenze lituane, come per esempio i registi: Robert Zemeckis, John Milius e gli attori: Blackie Dammett, John C. Reilly, Charles Bronson, Brendon Small, Sean Penn, Chris Penn, Michael Penn, Leo Penn, Daniel Jason Sudeikis.
Altri nomi che si possono citare sono: i musicisti Anthony Kiedis, Brandon Flowers, Pink (cantante), la modella Jurgita Valts, il noto criminale Alvin Karpis, il politico Richard Durbin, gli sportivi Johnny Unitas, Vitas Gerulaitis, Frank Lubin, Dick Butkus, Joe Jurevicius, Jack Sharkey, James Laurinaitis, il discusso prelato Paul Marcinkus.